# Tercera División de España 1990-91
La temporada 1990-91 de la Tercera División de España de fútbol fue la cuarta categoría de las Ligas de fútbol de España durante esta campaña, por debajo de la Segunda División B y por encima de las Divisiones regionales. Comenzó el 2 de septiembre de 1990 y finalizó el 23 de junio de 1991 con la promoción de ascenso. 
Para esta campaña se recuperó la promoción de ascenso para obtener el ascenso a Segunda División B. Los participantes fueron los 4 primeros clasificados de cada grupo, a excepción del Grupo VI·Norte y del Grupo VI·Sur en las que solo se clasificaron los 2 primeros de cada grupo.

## Promoción de ascenso a Segunda División B

### Equipos participantes
Los equipos participantes de la promoción de ascenso a Segunda División B de la temporada 1990-91 fueron los 4 primeros clasificados de cada grupo, los cuales se exponen en la siguiente tabla:
Se indican en negrita los equipos que consiguieron el ascenso.
| Grupo I              | Grupo II                     | Grupo III           | Grupo IV            | Grupo V                       |
| -------------------- | ---------------------------- | ------------------- | ------------------- | ----------------------------- |
| 1.º C.D. Lalín       | 1.º Caudal Deportivo         | 1.º C.D. Pontejos   | 1.º C.D. Hernani    | 1.º C.F. Balaguer             |
| 2.º Bergantiños F.C. | 2.º C. Hispano de Castrillón | 2.º C.D. Laredo     | 2.º C.D. Elgoibar   | 2.º C. Gimnàstic de Tarragona |
| 3.º S.D. Burela      | 3.º C.D. Mosconia            | 3.º C.D. Barquereño | 3.º Tolosa C.F.     | 3.º C.D. Banyoles             |
| 4.º Fabril Deportivo | 4.º Pumarín C.F.             | 4.º U.M. Escobedo   | 4.º S.D. Amorebieta | 4.º C. Atlètic Roda de Barà   |

| Grupo VI·Norte      | Grupo VI·Sur   | Grupo VII                 | Grupo VIII                 | Grupo IX                    |
| ------------------- | -------------- | ------------------------- | -------------------------- | --------------------------- |
| 1.º S.D. Sueca      | 1.º U.D. Oliva | 1.º Real Madrid C. F. "C" | 1.º R. Valladolid Promesas | 1.º C. Atlético de Marbella |
| 2.º Villarreal C.F. | 2.º C.D. Dénia | 2.º C.F. Fuenlabrada      | 2.º Zamora C.F.            | 2.º C. Poli. Ejido          |
|                     |                | 3.º C. Atlético Valdemoro | 3.º S.D. Almazán           | 3.º Atlético Macael C.F.    |
|                     |                | 4.º A.D. Parla            | 4.º C. Atlético Burgalés   | 4.º R. Jaén C.F.            |

| Grupo X                 | Grupo XI                   | Grupo XII           | Grupo XIII         | Grupo XIV             |
| ----------------------- | -------------------------- | ------------------- | ------------------ | --------------------- |
| 1.º Cádiz C. F. "B"     | 1.º C.D. Playas de Calviá  | 1.º U.D. Realejos   | 1.º C.D. Roldán    | 1.º C.D. Don Benito   |
| 2.º Racing C. Portuense | 2.º S.D. Ibiza             | 2.º C.D. Mensajero  | 2.º Imperial C.F.  | 2.º C.P. Cacereño     |
| 3.º Écija Bpié.         | 3.º C.D. Atlético Baleares | 3.º C.D. Corralejo  | 3.º A.D. Mar Menor | 3.º U.P. Plasencia    |
| 4.º C.D. San Roque      | 4.º C.D. Cala d'Or         | 4.º C.D. Maspalomas | 4.º Águilas C.F.   | 4.º C.D. Villanovense |

| Grupo XV                   | Grupo XVI           | Grupo XVII                |
| -------------------------- | ------------------- | ------------------------- |
| 1.º C.D. Tudelano          | 1.º U.D. Fraga      | 1.º Talavera C.F.         |
| 2.º C.D. Logroñés Promesas | 2.º U. D. Barbastro | 2.º C.D. Guadalajara      |
| 3.º Peña Sport F.C.        | 3.º A.D. Sabiñánigo | 3.º U.B. Conquense        |
| 4.º C.D. Alfaro            | 4.º C.D. Calatayud  | 4.º U.D. Socuéllamos C.F. |

### Equipos ascendidos
Los siguientes equipos ascienden a Segunda División B:
| Grupo I - C.D. Lalín - Fabril Deportivo Grupo II - C.D. Mosconia Grupo III - No ascendió ningún equipo de este grupo Grupo IV - C.D. Hernani Grupo V - C. Gimnàstic de Tarragona Grupo VI·Norte - Villarreal C.F. | Grupo VI·Sur - U.D. Oliva Grupo VII - No ascendió ningún equipo de este grupo Grupo VIII - R. Valladolid Promesas Grupo IX - C. Atlético de Marbella - C. Poli. Ejido - R. Jaén C.F. Grupo X - Racing C. Portuense Grupo XI - No ascendió ningún equipo de este grupo | Grupo XII - C.D. Maspalomas Grupo XIII - C.D. Roldán Grupo XIV - C.D. Villanovense Grupo XV - C.D. Tudelano - C.D. Logroñés Promesas Grupo XVI - U.D. Fraga Grupo XVII - No ascendió ningún equipo de este grupo |